# Margaret Qualley
Sarah Margaret Qualley (n. 23 octombrie 1994, Kalispell⁠(d), Montana, SUA) este o actriță americană. Fiica actriței Andie MacDowell, s-a antrenat ca dansatoare de balet în tinerețe. Și-a făcut debutul în actorie în drama Palo Alto din 2013 și a devenit cunoscută pentru rolul secundar din serialul HBO The Leftovers (2014–2017).
Qualley a apărut apoi în filme precum The Nice Guys (2016), Death Note (2017) și Once Upon a Time in Hollywood (2019) și-a împrumutat atât vocea cât și fizionomia caracterelor Mama și Lockne, surori gemene, în jocul video Death Stranding (2019). Ea a primit aprecieri și nominalizări la premiile Primetime Emmy pentru interpretarea lui Ann Reinking în miniseria biografică Fosse/Verdon (2019) și rolul principal din miniseria dramă Maid (2021). De atunci, Qualley a apărut în filmele lui Yorgos Lanthimos: Poor Things (2023) și Kinds of Kindness (2024), precum și în filmul de groază The Substance (2024).

## Tinerețe
Sarah Margaret Qualley s-a născut în Kalispell, Montana .  Este fiica actriței și modelului Andie MacDowell și a fostului model Paul Qualley. Margaret are un frate mai mare, Justin, și o soră mai mare, actriță și cântăreață Rainey Qualley .  Are origini scoțiene deoarece mama ei este scoțiană.
A locuit împreună cu frații ei într-o fermă din Missoula, Montana până la vârsta de 4 ani când s-au mutat în Asheville, Carolina de Nord.  Părinții lui Margaret s-au despărțit când ea avea cinci ani și și-a împărțit timpul în mod egal între ei.  Timp de mulți ani, părinții ei au trăit la doar 3 mile (5 km) unul de celălat.  Casa mamei sale este în Carolina de Nord și au o familie extinsă în apropiere.  

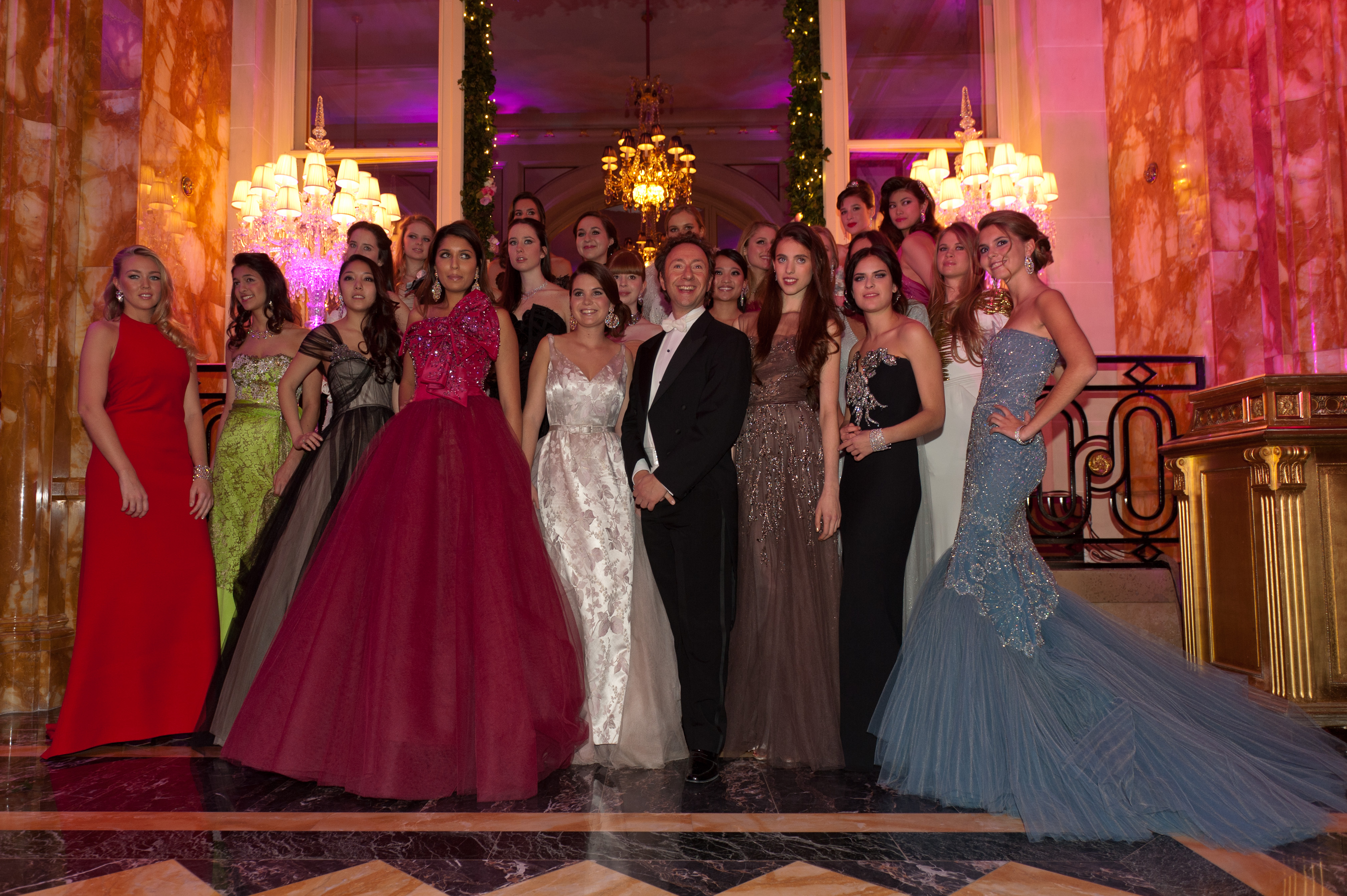
Margaret (al treia din dreapta, primul rând) ca debutantă la Paris

În adolescență în Asheville,  Margaret și sora ei au fost ambele debutante; Margaret și sora ei și-au făcut debutul la Bal des debutantes din Paris.  Margaret a plecat de acasă la 14 ani pentru a urma cursurile North Carolina School of the Arts, unde a studiat dansul. Pregătindu-se ca balerină a obținut o ucenicie la American Ballet Theatre și a studiat la Școala Profesională pentru Copii din New York.  Cu toate că la vârsta de 16 ani a primit o ofertă de a deveni ucenică la North Carolina Dance Theatre a decis să renunțe la dans. Pentru a rămâne la New York, a început să lucreze ca model. Ea spune despre acea perioadă: „I-am scris mamei spunându-i: „Știi, nu cred că mai vreau să fiu balerină, așa că mă voi lăsa de balet și voi rămâne aici. Voi avea acest și acest venit săptămâna viitoare.' Am prezentat într-un mod în care ea nu ar fi putut spune nu pentru că eram atât de organizată”. Margaret și-a schimbat ulterior atenția către actorie și a participat la programul de vară al Academiei Regale de Artă Dramatică din Londra.    Ea a urmat Universitatea din New York, dar a plecat după un semestru pentru roluri de actorie.  

## Carieră

### Modeling
În 2011, la vârsta de 16 ani, Margaret și-a făcut debutul în modeling la Săptămâna modei de la New York, defilând pentru Alberta Ferretti. A defilat și la Săptămâna modei de la Paris, colecțiile primăvară/vară 2012 pentru Valentino și Chanel.  A defilat din nou pentru Chanel în prezentării de toamnă/iarnă 2012.  A apărut pe coperțile și în editorialele Evening Standard, Jolie, Teen Vogue, <i id="mwgg">Paper</i>, Elle, <i id="mwhg">W</i>, <i id="mwiA">Hunger</i>, <i id="mwig">Porter</i>, Document Journal, AnOther, Interview, Vogue (inclusiv Vogue Rusia și China ), Vanity Fair, Nylon, V, The Cut și C.   A apărut și în campanii publicitare pentru Kenzo, Ralph Lauren, Kate Spade și Celine. Qualley a fost în numeroase campanii pentru Chanel, pentru care și este ambasador al casei de modă.   

### Actorie

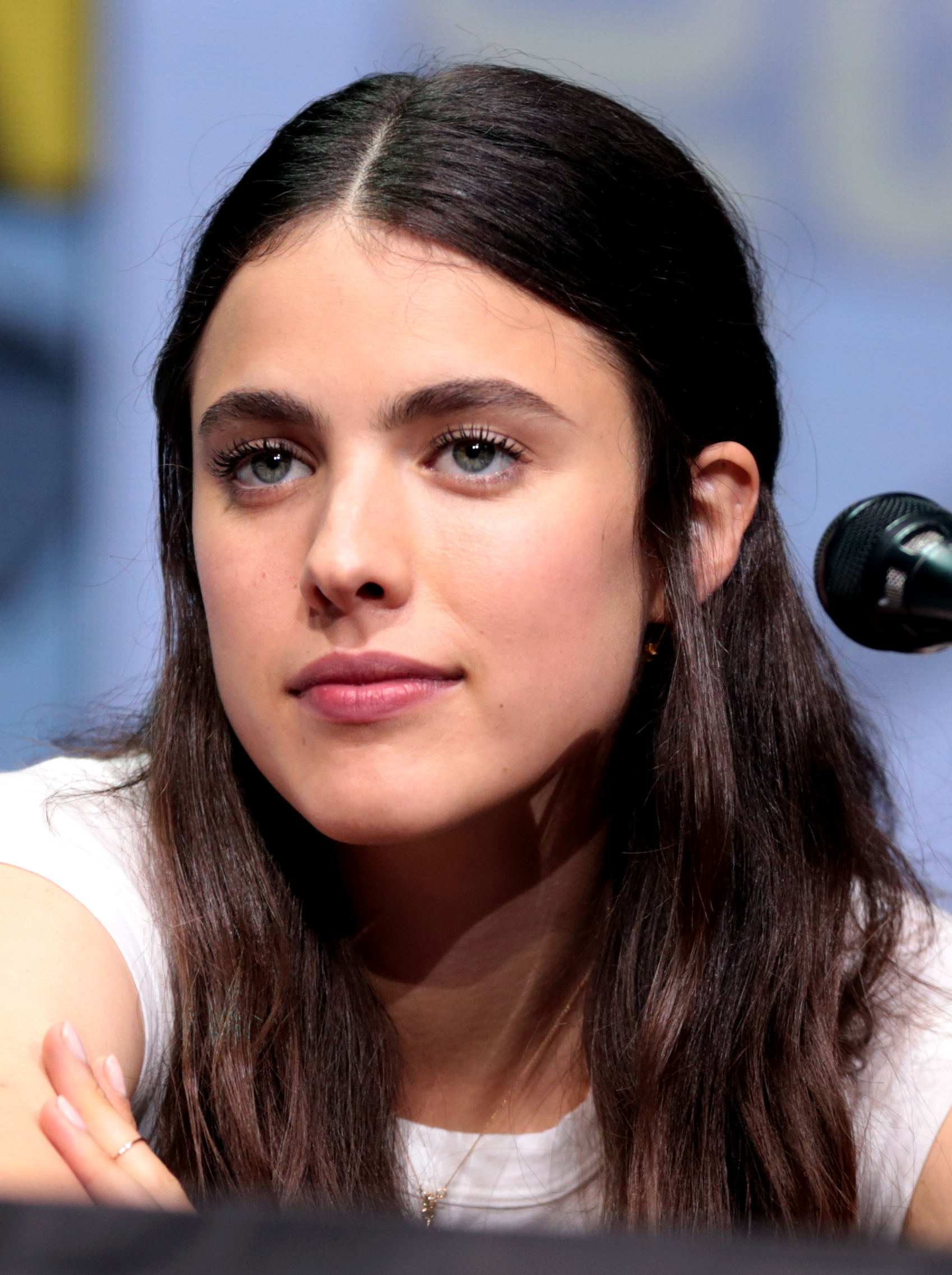
Qualley la San Diego Comic-Con 2016

Qualley a apărut pentru prima dată pe ecran în 2013 jucând un mic rol în filmul lui Gia Coppola, Palo Alto.  Qualley a primit rolul pentru că s-a întâmplat să fie pe platoul de filmare în vizită la iubitul ei de atunci, Nat Wolff.   În iunie 2013, ea a fost repartizată în rol permanent în serialul de televiziune al HBO The Leftovers .  Ea și-a reluat rolul lui Jill Garvey și pentru al doilea și al treilea sezon din serialul HBO The Leftovers în 2015 și, respectiv, 2017.  În 2015, Qualley a apărut în scurtmetrajul promoțional L'Américaine pentru casa de modă americană Tory Burch .  În 2016, Qualley a apărut ca personajul central într-o reclamă regizată de Spike Jonze pentru KENZO World;  coregrafiată de Ryan Heffington, Qualley a improvizat o mare parte din rutina de dans folosindu-se de pregătirea ei în baletul clasic.  Ea a apărut apoi în comedia lui Shane Black din 2016, The Nice Guys, cu Ryan Gosling și Russell Crowe în rolurile principale. 
În aprilie 2016, Qualley s-a alăturat distribuției lui Shawn Christensen, The Vanishing of Sidney Hall .  Ea și sora ei Rainey au apărut în videoclipul single-ului Soko din 2017, „Sweet Sound of Ignorance”.  Filmul a avut premiera la Festivalul de Film de la Sundance din 2017, alături de un alt film al ei, Noviciate.  În Noviciate, Qualley a jucat rolul Maicii Cathleen, o tânără care începe să-și pună la îndoială credința în timp ce se antrenează pentru a deveni călugăriță. Filmul a fost lansat în octombrie 27, 2017.  În același an, Qualley a jucat în Death Note, regizat de Adam Wingard.  În 2018, Qualley a apărut în Donnybrook, regizat de Tim Sutton alături de Jamie Bell și Frank Grillo. Filmul a avut premiera la Festivalul Internațional de Film de la Toronto din 2018. 

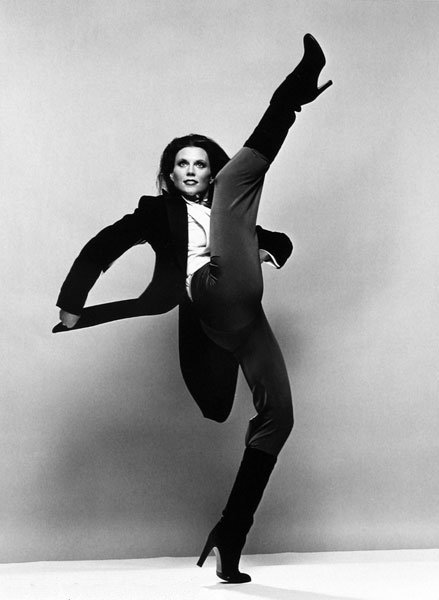
Qualley a fost nominalizată la un Emmy pentru interpretarea lui Ann Reinking (foto) în Fosse/Verdon (2018)

În 2019, Qualley a jucat în filmul de science-fiction Netflix IO .  Tot în 2019, Qualley a interpretat rolul lui Mary Dalton în adaptarea lui Rashid Johnson pentru HBO a lui Native Son .  Ea a interpretat-o pe actrița și dansatoarea Ann Reinking în miniseria FX Fosse/Verdon, pentru care a primit nominalizări la premiul Primetime Emmy pentru cea mai bună actriță în rol secundar într-un serial limitat sau film   și un premiu Critics' Choice Television pentru cea mai bună actriță în rol secundar într-un film/miniserie . Ea a apărut în filmul de comedie-dramă al lui Quentin Tarantino, Once Upon a Time in Hollywood (2019), interpretând rolul unui membru al familiei Manson pe nume Pussycat.  Pentru film, Qualley și restul distribuției au fost nominalizați pentru un premiu Screen Actors Guild pentru performanță remarcabilă a unei distribuții într-un film .
De asemenea, a jucat în Seberg (2019) alături de Kristen Stewart și Jack O'Connell, regizat de Benedict Andrews.  Pe 29 mai 2019, a fost dezvăluit că Qualley va juca Mama în jocul PlayStation 4 al lui Hideo Kojima, Death Stranding. Ea a jucat și personajul lui Lockne, sora geamănă a mamei, în joc. În 2020, Qualley a jucat în Wake Up, un scurtmetraj regizat de Olivia Wilde,  și în lungmetrajul My Salinger Year, alături de Sigourney Weaver și regizat de Philippe Falardeau, care a avut premiera mondială la Festivalul Internațional de Film de la Berlin în februarie 2020.  
În 2021, Qualley a jucat în miniseria Maid bazată pe memoriile lui Stephanie Land pentru Netflix . Pentru interpretarea ei a primit nominalizări la Premiul Globul de Aur pentru cea mai bună actriță – miniserie sau film de televiziune și Premiul Screen Actors Guild pentru interpretare remarcabilă a unui actor feminin într-o miniserie sau film de televiziune .  În 2022, a jucat în filmul lui Claire Denis Stars at Noon, alături de Joe Alwyn .  
În 2023, Qualley a produs și a jucat în thrillerul erotic Sanctuary alături de Christopher Abbott .  În același an, a apărut în filmul fantasy suprarealist al regizorului Yorgos Lanthimos Poor Things, alături de Emma Stone și Mark Ruffalo.  Qualley și Geraldine Viswanathan au jucat în filmul de comedie Drive-Away Dolls al regizorului Ethan Coen.  S-a reunit cu Lanthimos și Stone în Kinds of Kindness, jucând patru personaje diferite în trei povești separate. Filmul a avut premiera la a 77-a ediție a Festivalului de Film de la Cannes .  Ea a jucat în filmul de groază The Substance cu Demi Moore și Dennis Quaid, care a avut premiera și la cea de-a 77-a ediție a Festivalului de Film de la Cannes.  
Ea va juca în viitorul film de comedie în stil detectiv al lui Ethan Coen, Honey Don't! cu Aubrey Plaza și Chris Evans și în viitorul thriller de comedie neagră al lui John Patton Ford, Huntington, cu Glen Powell .  

## Viața personală
Din noiembrie 2019, Qualley lociește în New York.  Qualley a locuit anterior în Los Angeles cu sora ei Rainey,   pe care a descris-o drept „idolul meu, cel mai bun prieten al meu din întreaga lume”. 
Qualley a avut o scurtă relație cu Pete Davidson în 2019.  Ea a început să se întâlnească cu actorul Shia LaBeouf în 2020, după ce au fost co-staruri în videoclipul lui Rainey „Love Me Like You Hate Me”.  Relația lui Qualley și LaBeouf s-a încheiat în ianuarie 2021, după ce au început să apară zvonuri despre LaBeouf legate de un viitor proces deschis împotiva sa de fosta lui iubită și cântăreață, FKA Twigs pentru agresiune și agresiune sexuală.  În septembrie 2021, Qualley a spus pentru Harper's Bazaar că crede în acuzațiile lui FKA Twigs. 
În mai 2022, Qualley și-a anunțat logodna cu muzicianul Jack Antonoff .  S-au căsătorit pe 19 august 2023.  
Ea este subiectul piesei din 2023 „Margaret” al Lanei Del Rey de pe albumul Did You Know That There's a Tunnel Under Ocean Blvd.  Vocea ei este pe piesa „Taco Truck x VB” care se află pe același album. 

## Filmografie

### Film
| † | Filme care nu au fost încă lansate |

### Televiziune
| An        | Titlu                             | Rol                      | Note                             |
| --------- | --------------------------------- | ------------------------ | -------------------------------- |
| 2014–2017 | The Leftovers                     | Jill Garvey              | Rolul principal (22 de episoade) |
| 2018      | Asasinat în el Hormiguero Express | Ea insăși                | Special de televiziune           |
| 2019      | Fosse/Verdon                      | Ann Reinking             | Miniserie (5 episoade)           |
| 2021      | Servitoarea                       | Alexandra „Alex” Russell | Rolul principal (10 episoade)    |

### Jocuri video
| An   | Titlu           | Rolul vocal | Note                                                                             |
| ---- | --------------- | ----------- | -------------------------------------------------------------------------------- |
| 2019 | Death Stranding | Mama/Lockne | De asemenea, a furnizat modelul 3D și captura de mișcare pentru ambele personaje |

### Clipuri muzicale
| An   | Cântec                         | Artist       | Note                                                             |        |
| ---- | ------------------------------ | ------------ | ---------------------------------------------------------------- | ------ |
| 2017 | „Dulce sunet al ignoranței”    | Soko         | Ca dansatorul mascotă cu sora sa, Rainey Qualley                 |        |
| 2019 | „Numai pentru ochii tăi”       | Cashmere Cat | A dansat în rolul Prințesei Catgirl folosind capturarea mișcării |        |
| 2019 | „Emoții”                       | Cashmere Cat | A dansat în rolul Prințesei Catgirl folosind capturarea mișcării |        |
| 2020 | „Iubește-mă așa cum mă urăști” | Rainsford    | A dansat cu Shia LaBeouf                                         |        |
| 2023 | „Alma Mater”                   | Bleachers    | Cameo, în rolul soției lui Jack Antonoff                         | [ 73 ] |
| 2023 | „Tiny moves”                   | Bleachers    | A dansat în rolul soției lui Jack Antonoff                       | [ 74 ] |

| Award                                 | Year | Work                          | Category                                                                   | Result       | Ref.          |
| ------------------------------------- | ---- | ----------------------------- | -------------------------------------------------------------------------- | ------------ | ------------- |
| Critics' Choice Awards                | 2020 | Fosse/Verdon                  | Best Supporting Actress in a Movie/Miniseries                              | Nominalizare | [ 75 ]        |
| Critics' Choice Awards                | 2022 | Maid                          | Best Actress in a Movie/Miniseries                                         | Nominalizare | [ 76 ]        |
| Golden Globe Awards                   | 2022 | Maid                          | Best Actress – Miniseries or Television Film                               | Nominalizare | [ 77 ]        |
| MTV Video Music Awards                | 2024 | "Tiny Moves"                  | Best Direction (with Alex Lockett)                                         | Nominalizare | [ 78 ]        |
| MTV Video Music Awards                | 2024 | "Tiny Moves"                  | Best Choreography                                                          | Nominalizare | [ 78 ]        |
| Primetime Emmy Awards                 | 2019 | Fosse/Verdon                  | Outstanding Supporting Actress in a Limited Series or Movie                | Nominalizare | [ 79 ]        |
| Primetime Emmy Awards                 | 2022 | Maid                          | Outstanding Lead Actress in a Limited or Anthology Series or Movie         | Nominalizare | [ 80 ]        |
| Prix Iris                             | 2021 | My Salinger Year              | Best Actress                                                               | Nominalizare | [ 81 ]        |
| Screen Actors Guild Awards            | 2020 | Once Upon a Time in Hollywood | Outstanding Ensemble Cast in a Motion Picture                              | Nominalizare | [ 82 ]        |
| Screen Actors Guild Awards            | 2022 | Maid                          | Outstanding Performance by a Female Actor in a Miniseries/Television Movie | Nominalizare | [ 83 ]        |
| Television Critics Association Awards | 2022 | Maid                          | Individual Achievement in Drama                                            | Nominalizare | [ 84 ] [ 85 ] |